# Liste von Sprengstoffanschlägen im Jahr 1992
Die Liste von Sprengstoffanschlägen im Jahr 1992 erfasst Anschläge mit Sprengladungen und anderen Spreng- und Brandvorrichtungen gegen Einrichtungen und Ansammlungen von Menschen, die im Jahr 1992 passierten. Zu den Formen zählen unter anderem Auto- und Rucksackbomben. Siehe auch Liste von Anschlägen auf Verkehrsflugzeuge.

## Liste
| Datum         | Ereignis                                                                      | Ort             | Staat                   | Tote    | Verletzte | Anmerkung, Quellen |
| ------------- | ----------------------------------------------------------------------------- | --------------- | ----------------------- | ------- | --------- | ------------------ |
| 4. Jan. 1992  | Anschlag mit Autobombe auf Geschäft                                           | Belfast         | Vereinigtes Königreich  | 0       | 12        | [ 1 ]              |
| 5. Jan. 1992  | Anschlag mit Autobombe auf Bürohochhaus                                       | Belfast         | Vereinigtes Königreich  | 0       | 12        | [ 2 ]              |
| 6. Jan. 1992  | Anschlag mit Schusswaffen und Mörsern auf Dörfer                              | Kampong Thom    | Kambodscha              | 13      | 32        | [ 3 ]              |
| 8. Jan. 1992  | Sprengstoffanschlag auf Fähre                                                 | Baku            | Aserbaidschan           | 12      | 20        | [ 4 ]              |
| 17. Jan. 1992 | Sprengstoffanschlag auf Markt                                                 | Punjab          | Indien                  | 8       | 24        | [ 5 ]              |
| 17. Jan. 1992 | Sprengstoffanschlag auf Fahrzeug mit Arbeitern                                | Cookstown       | Vereinigtes Königreich  | 8       | 7         | [ 6 ]              |
| 19. Jan. 1992 | Anschlag mit Panzerfäusten auf Polizeistreife                                 | Srinagar        | Indien                  | 0       | 20        | [ 7 ]              |
| 26. Jan. 1992 | Anschlag mit Landmine auf Bus                                                 | Ampara          | Sri Lanka               | 13      | 32        | [ 8 ]              |
| 28. Jan. 1992 | Raketenangriff auf Helikopter                                                 | Şuşa            | Aserbaidschan           | 47      | 0         | [ 9 ]              |
| 29. Jan. 1992 | Sprengstoffanschlag auf Bus                                                   | Neu-Delhi       | Indien                  | 1       | 26        | [ 10 ]             |
| 30. Jan. 1992 | Sprengstoffanschlag auf Dorf                                                  | Kattankudy      | Sri Lanka               | 3       | 20        | [ 11 ]             |
| 3. Feb. 1992  | Sprengstoffanschlag auf Bushaltestelle                                        | Sangrur         | Indien                  | 0       | 21        | [ 12 ]             |
| 5. Feb. 1992  | Sprengstoffanschlag auf Bus                                                   | Ürümqi          | China                   | 6       | 20        | [ 13 ]             |
| 7. Feb. 1992  | Sprengstoffanschlag auf Steuerverwaltungsbehörde                              | Lima            | Peru                    | 1       | 31        | [ 14 ]             |
| 15. Feb. 1992 | Sprengstoffanschlag auf Wohngebäude                                           | Ludhiana        | Indien                  | 1       | 20        | [ 15 ]             |
| 19. Feb. 1992 | Sprengstoffanschlag auf Polizeifahrzeug                                       | Santander       | Spanien                 | 2       | 21        | [ 16 ]             |
| 21. Feb. 1992 | Anschlag mit Landmine und Schusswaffen auf Militärpatrouille                  | Trincomalee     | Sri Lanka               | 21      | 0         | [ 17 ]             |
| 24. Feb. 1992 | Sprengstoffanschlag auf kroatisches Kulturzentrum                             | Odžak           | Jugoslawien             | 0       | 12        | [ 18 ]             |
| 28. Feb. 1992 | Sprengstoffanschlag auf den Bahnhof London Bridge                             | London          | Vereinigtes Königreich  | 0       | 21        | [ 19 ]             |
| 29. Feb. 1992 | Raketenangriff auf Wechselstube                                               | Kabul           | Afghanistan             | 11      | 70        | [ 20 ]             |
| 13. März 1992 | Anschlag mit Schusswaffen und Sprengstoff auf Christen                        | Jalingo         | Nigeria                 | 20      | 0         | [ 21 ]             |
| 15. März 1992 | Anschlag mit Landmine auf Polizeifahrzeug                                     | Cotabato City   | Philippinen             | 1       | 24        | [ 22 ]             |
| 17. März 1992 | Anschlag von Buenos Aires 1992                                                | Buenos Aires    | Argentinien             | 29 (+1) | 220       | [ 23 ]             |
| 18. März 1992 | Granatenangriff auf Theater                                                   | Kidapawan       | Philippinen             | 0       | 21        | [ 24 ]             |
| 19. März 1992 | Anschlag mit Autobombe auf Busbahnhof                                         | Kigali          | Ruanda                  | 5       | 36        | [ 25 ]             |
| 21. März 1992 | Granatenangriff auf Busparkplatz                                              | Wien            | Österreich              | 0       | 1         | [ 26 ]             |
| 31. März 1992 | Granatenangriff auf Café                                                      | Bijeljina       | Jugoslawien             | 0       | 6         | [ 27 ]             |
| 5. Apr. 1992  | Granatenangriff auf Moschee                                                   | Rakhaing-Staat  | Myanmar                 | 30      | 0         | [ 28 ]             |
| 8. Apr. 1992  | Anschlag mit Autobombe auf Polizeistation                                     | Lima            | Peru                    | 3       | 22        | [ 29 ]             |
| 10. Apr. 1992 | Sprengstoffanschlag auf Bus                                                   | Colombo         | Sri Lanka               | 25      | 40        | [ 30 ]             |
| 10. Apr. 1992 | Anschlag mit Autobombe                                                        | Colombo         | Sri Lanka               | 10      | 35        | [ 31 ]             |
| 10. Apr. 1992 | Sprengstoffanschlag auf Bus                                                   | Ampara          | Sri Lanka               | 45      | 40        | [ 32 ]             |
| 10. Apr. 1992 | Anschlag mit Autobombe auf Bürogebäude                                        | London          | Vereinigtes Königreich  | 3       | 91        | [ 33 ]             |
| 13. Apr. 1992 | Sprengstoffanschlag auf Polizeistation                                        | Callao          | Peru                    | 4       | 40        | [ 34 ]             |
| 13. Apr. 1992 | Raketenangriff auf Polizei                                                    | Varnița         | Republik Moldau         | 1       | 4         | [ 35 ]             |
| 19. Apr. 1992 | Granatenangriff auf katholische Prozession                                    | Iligan City     | Philippinen             | 7       | 80        | [ 36 ]             |
| 25. Apr. 1992 | Granatenangriff auf Bushaltestelle                                            | Kigali          | Ruanda                  | 1       | 34        | [ 37 ]             |
| 29. Apr. 1992 | Sprengstoffanschlag auf Bank                                                  | Guatemala-Stadt | Guatemala               | 0       | 34        | [ 38 ]             |
| 30. Apr. 1992 | Sprengstoffanschlag auf Straßenbrücke                                         | Brčko           | Bosnien und Herzegowina | 20      | 8         | [ 39 ]             |
| 1. Mai 1992   | Anschlag mit Landmine auf Fahrzeug                                            | Südprovinz      | Ruanda                  | 13      | 23        | [ 40 ]             |
| 6. Mai 1992   | Sprengstoffanschlag auf Hotelrestaurant                                       | Kigali          | Ruanda                  | 0       | 30        | [ 41 ]             |
| 6. Mai 1992   | Anschlag mit Säure, Schusswaffen und Sprengstoff auf Gefängnis und Polizisten | Lima            | Peru                    | 30      | 36        | [ 42 ]             |
| 7. Mai 1992   | Sprengstoffanschlag                                                           | Sindh           | Pakistan                | 4       | 20        | [ 43 ]             |
| 9. Mai 1992   | Sprengstoffanschlag auf Kundgebung                                            | General Santos  | Philippinen             | 5       | 51        | [ 44 ]             |
| 23. Mai 1992  | Sprengstoffanschlag                                                           | Lima            | Peru                    | 1       | 40        | [ 45 ]             |
| 5. Juni 1992  | Anschlag mit Autobombe auf Fernsehsender                                      | Lima            | Peru                    | 5       | 20        | [ 46 ]             |
| 2. Juli 1992  | Sprengstoffanschlag auf Bus                                                   | Dhaka           | Bangladesch             | 0       | 20        | [ 47 ]             |
| 6. Juli 1992  | Anschlag mit Schusswaffen und Mörser auf Militäreinheit                       | Jaffna          | Sri Lanka               | 30      | 9         | [ 48 ]             |
| 7. Juli 1992  | Raketenangriff auf Polizeistation                                             | Bender          | Republik Moldau         | 2       | 23        | [ 49 ]             |
| 16. Juli 1992 | Anschlag mit 2 Autobomben auf Bankgebäude                                     | Lima            | Peru                    | 25      | 155       | [ 50 ]             |
| 26. Juli 1992 | Anschlag mit Schusswaffen und Sprengstoff auf Aktivisten                      | Dhaka           | Bangladesch             | 0       | 100       | [ 51 ]             |
| 26. Juli 1992 | Anschlag mit Landmine auf Militärfahrzeug                                     | Siem Reap       | Kambodscha              | 1       | 26        | [ 52 ]             |
| 29. Juli 1992 | Anschlag mit Schusswaffen und Granaten auf Sicherheitspatrouille              | Batticaloa      | Sri Lanka               | 25      | 0         | [ 53 ]             |
| Aug. 1992     | Sprengstoffanschlag auf Bootsbecken                                           | Karatschi       | Pakistan                | 3       | 43        | [ 54 ]             |
| 2. Aug. 1992  | Mörserangriff auf die Stadt                                                   | Kabul           | Afghanistan             | 14      | 97        | [ 55 ]             |
| 3. Aug. 1992  | Sprengstoffanschlag auf Einsatzkräfte                                         | Belfast         | Vereinigtes Königreich  | 0       | 21        | [ 56 ]             |
| 13. Aug. 1992 | Sprengstoffanschlag auf Bahnhof                                               | Hat Yai         | Thailand                | 3       | 70        | [ 57 ]             |
| 15. Aug. 1992 | Granatenangriff auf Hühnerstall                                               | Surigao City    | Philippinen             | 2       | 20        | [ 58 ]             |
| 23. Aug. 1992 | Granatenangriff auf katholischen Schrein                                      | Zamboanga City  | Philippinen             | 4       | 40        | [ 59 ]             |
| 26. Aug. 1992 | Sprengstoffanschlag auf den Flughafen Algier                                  | nahe Algier     | Algerien                | 9       | 100       | [ 60 ]             |
| 30. Aug. 1992 | Sprengstoffanschlag auf Markt                                                 | Trincomalee     | Sri Lanka               | 8       | 23        | [ 61 ]             |
| 1. Sep. 1992  | Sprengstoffanschlag auf Markt                                                 | Ampara          | Sri Lanka               | 17      | 20        | [ 62 ]             |
| 6. Sep. 1992  | Anschlag mit Autobombe auf Polizeistation                                     | Lima            | Peru                    | 5       | 20        | [ 63 ]             |
| 10. Sep. 1992 | Sprengstoffanschlag auf Fähre                                                 | nahe Kinniya    | Sri Lanka               | 30      | 0         | [ 64 ]             |
| 19. Sep. 1992 | Sprengstoffanschlag auf Militärbus                                            | Gagra           | Georgien                | 29      | 1         | [ 65 ]             |
| 23. Sep. 1992 | Sprengstoffanschlag auf polizeiliches Labor                                   | Belfast         | Vereinigtes Königreich  | 0       | 23        | [ 66 ]             |
| 28. Sep. 1992 | Sprengstoffanschlag auf Bus                                                   | Pathankot       | Indien                  | 4       | 55        | [ 67 ]             |
| 7. Okt. 1992  | Sprengstoffanschlag auf Bus                                                   | Delhi           | Indien                  | 11      | 61        | [ 68 ]             |
| 10. Okt. 1992 | Anschlag mit Schusswaffen und Sprengstoff auf Dorf                            | Ancash          | Peru                    | 44      | 0         | [ 69 ]             |
| 30. Okt. 1992 | Sprengstoffanschlag auf Polizeistation                                        | Glengormley     | Vereinigtes Königreich  | 0       | 13        | [ 70 ]             |
| 31. Okt. 1992 | Sprengstoffanschlag auf Bus                                                   | nahe Jammu      | Indien                  | 17      | 30        | [ 71 ]             |
| 3. Nov. 1992  | Anschlag mit Autobombe auf britische Staatsbürger                             | Siegen          | Deutschland             | 0       | 2         | [ 72 ]             |
| 7. Nov. 1992  | Anschlag mit Schusswaffen, Granaten und Raketen                               | Putumayo        | Kolumbien               | 31      | 0         | [ 73 ]             |
| 13. Nov. 1992 | Anschlag mit Landmine                                                         | Mawlamyaing     | Myanmar                 | 2       | 35        | [ 74 ]             |
| 21. Nov. 1992 | Sprengstoffanschlag auf Bus                                                   | Guwahati        | Indien                  | 38      | 20        | [ 75 ]             |
| 22. Nov. 1992 | Sprengstoffanschlag auf Hotel                                                 | Sulaimaniyya    | Irak                    | 4       | 28        | [ 76 ]             |
| 30. Nov. 1992 | Sprengstoffanschlag auf chinesisches Gästehaus                                | Davao City      | Philippinen             | 1       | 38        | [ 77 ]             |
| 1. Dez. 1992  | Anschlag mit Autobombe auf Bürogebäude                                        | Belfast         | Vereinigtes Königreich  | 0       | 27        | [ 78 ]             |
| 2. Dez. 1992  | Mörserangriff auf Markt                                                       | Sochumi         | Georgien                | 8       | 37        | [ 79 ]             |
| 3. Dez. 1992  | Sprengstoffanschlag auf Einkaufszentrum                                       | Manchester      | Vereinigtes Königreich  | 0       | 58        | [ 80 ]             |
| 10. Dez. 1992 | Sprengstoffanschlag auf Einkaufszentrum                                       | London          | Vereinigtes Königreich  | 0       | 11        | [ 81 ]             |
| 11. Dez. 1992 | Sprengstoffanschlag auf Diskothek                                             | Lima            | Peru                    | 0       | 30        | [ 82 ]             |
| 26. Dez. 1992 | Sprengstoffanschlag auf die japanische Botschaft                              | Lima            | Peru                    | 2       | 40        | [ 83 ]             |